# Fama (Minas Gerais)
Fama é um município brasileiro do estado de Minas Gerais. Sua população recenseada pelo IBGE em 2022 foi de 2 578 habitantes. 

## História
O povoado surgiu nas terras da fazenda do capitão Tomás Alves de Figueiredo, que, em 1837, doou uma área de meio alqueire para constituir o patrimônio de uma capela. Colaboraram com o Capitão seus genros: o banqueiro Amâncio da Silva Lemes e Olinto Pereira de Magalhães e ainda o Major José Inácio de Paiva Tavares. Tendo promovido várias melhorias no local, o Capitão Tomás mudou-lhe o nome para "Vila da Fama". 
Devido à localização nas margens do Rio Sapucaí, Fama contava com um porto fluvial que ficava entre os pontos do Arraial de Nossa Senhora da Ajuda das Três Pontas e do Arraial de Nossa Senhora das Dores e São José dos Alfenas, pelo que no primeiro registro que se tem do lugar encontra-se o nome de “Porto Vila da Fome”. A partir de 1892, a navegação era feita a com barcos a vapor, que saíam as segundas e quintas-feiras para o porto de Carrito, na em Carmo do Rio Claro, passando e parando pelos portos de Amoras, Campo Verde, Barranco Alto, Azevedo, Correnteza, Águas Verdes, Santa Rosa, Porto Ponte (em Itaci), Tromba e Cerrito. 

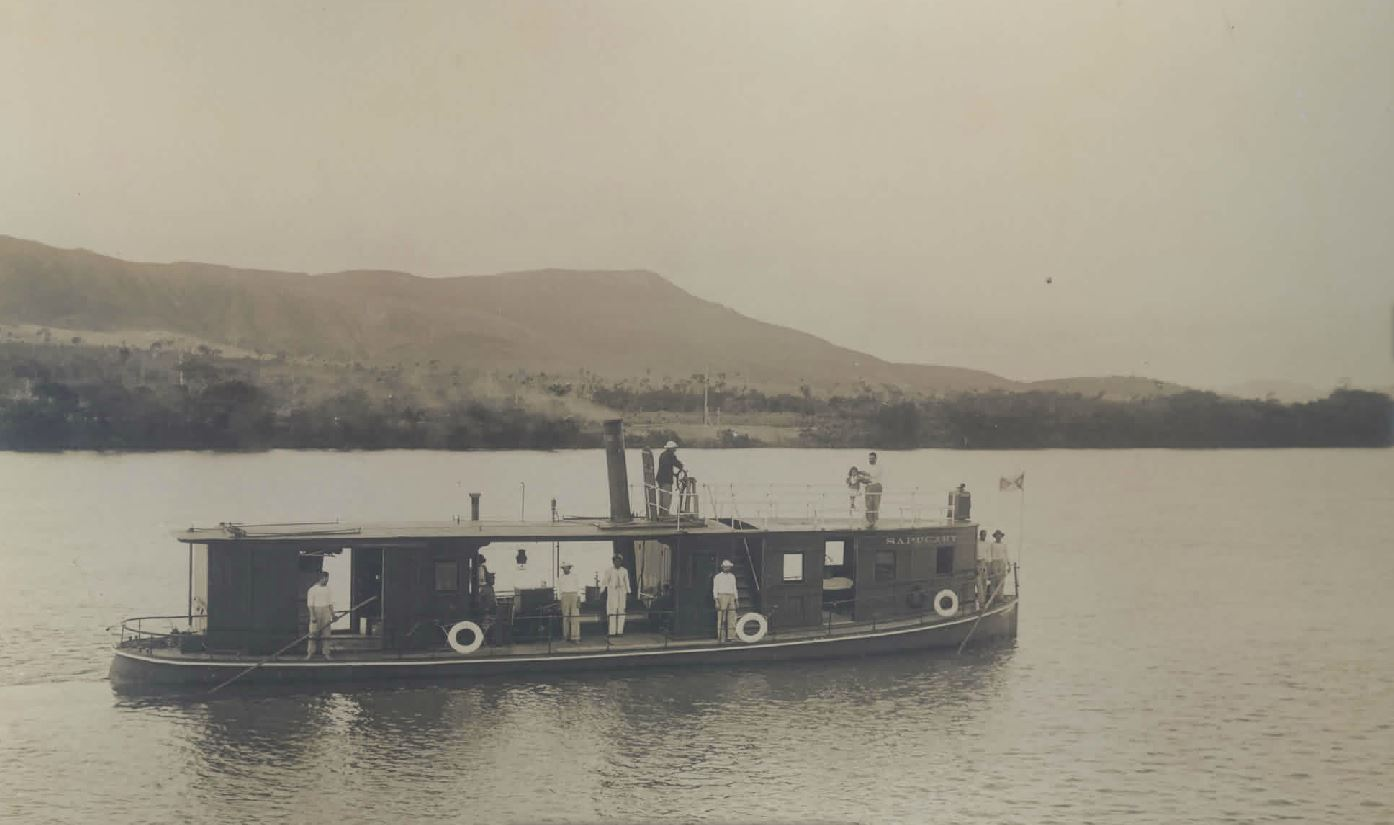
Barco a vapor no Rio Sapucaí (início do século XX).

Em 1900, foi fundada a “Companhia de Navegação Fluvial do Rio Sapucaí”, pelo ministro Manuel Buarque de Macedo. Já nos anos de 1924 e 1925, atuavam duas Viações, a “Rede de Viação Sul-Mineira” e a “Viação Fluvial Rio Sapucaí”. Além dessas duas Companhias que prestavam serviços ali, outra também aparece nos registros históricos, sendo essa “Linha Fluvial do
Governo do Estado”, no qual cobria um trecho de 160 quilômetros. (FRANCO VIEIRA, Hiansen. Fama, Subsídios para a sua história. Pouso Alegre, MG: Grafcenter, 2008). As navegações continuaram por muitos anos. Essa linha era feita entre a Vila da
Fama a Carmo do Rio Claro, onde passavam em outros portos que ficavam entre essas
cidades. As viações, além de transportar passageiros, também transportavam mercadorias
diversas produzidas nessa região.
Com a evolução e o crescimento demográfico, tornou-se necessária a abertura de novos acessos, por  via terrestre; assim, a 1 de maio de 1896, foi inaugurada a estação ferroviária de Fama, fazendo parte da Estrada de Ferro Muzambinho e, depois da Rede Sul Mineira.

## Geografia
- Localização: Lago de Furnas
- Área do Município: 87,9 km²

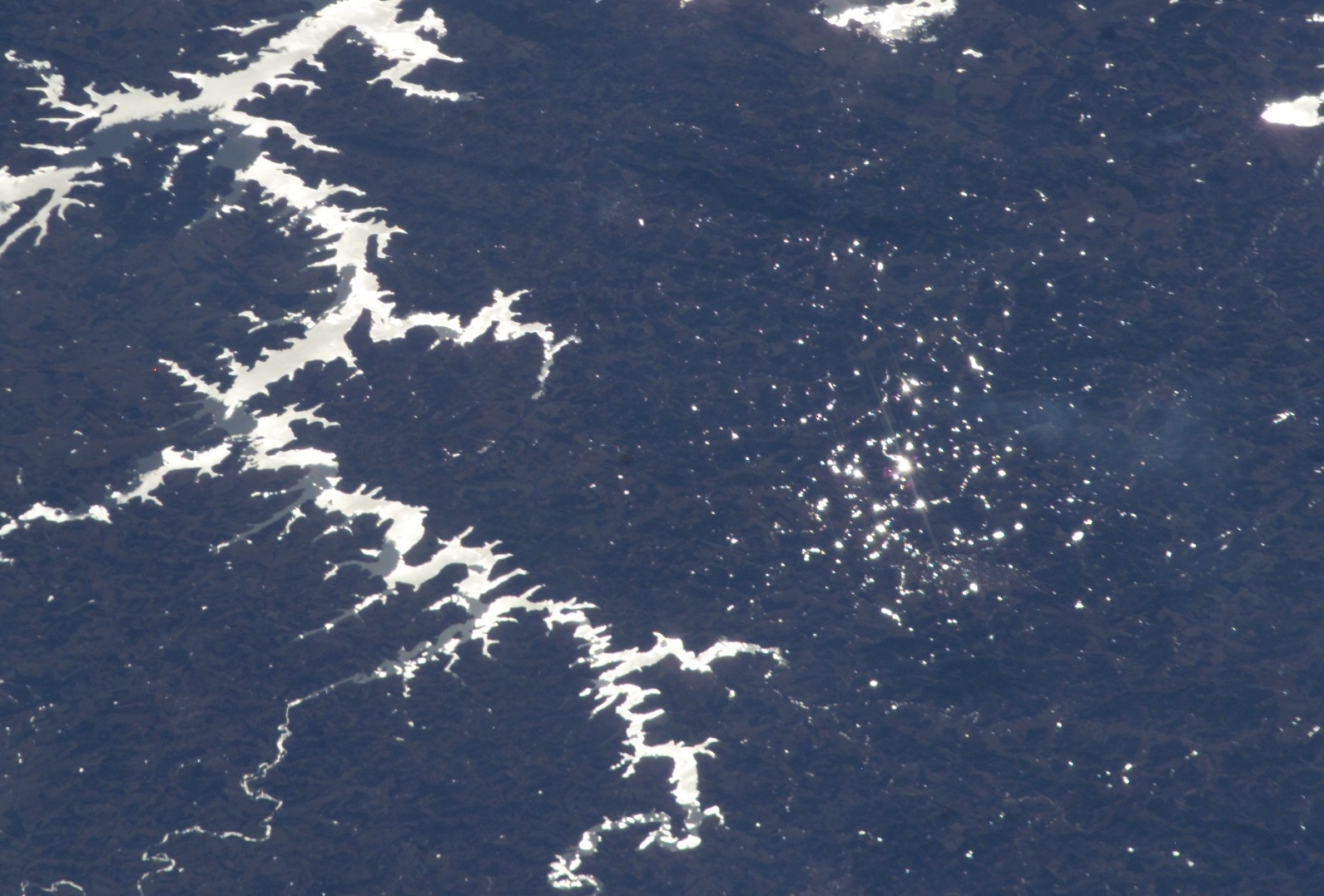
O Rio Sapucaí (canto inferior esquerdo) segue rumo ao norte para o reservatório de Funas.

- Densidade Demográfica: 25,82 hab/km²
- Altitude Média: 819 m
- Temperatura Média Anual: 19,6º
- Precipitação Média Anual: 1592,7 mm
- Hidrografia: Bacia do Rio Sapucaí

## Índices
- Desenvolvimento Humano: 0,717
- PIB: 27.055,046 [4]
- Renda per capita: R$ 11.918,52 [4]
- Consumo Anual de Energia Elétrica - 2.556.825 - (CEMIG)